# She's Lost Control
«She's lost control» (en español, «Ella perdió el control») es el quinto sencillo, junto con la canción «Atmosphere», de la banda inglesa de post-punk Joy Division. La primera vez que se tocó en directo fue en 1978. Existen dos versiones diferentes de la canción: la que se incluyó en su álbum de debut Unknown Pleasures (1979) y la que se lanzó como sencillo junto al tema «Atmosphere» (1980) en el 12", Licht und Blindheit.

## Composición
Ian Curtis, el letrista y compositor de la canción, se inspiró en el caso real de una chica epiléptica, quién sufrió un ataque delante de él mientras trabajaba en la oficina de empleo, antes de lidiar él mismo con la enfermedad.
La línea de bajo eléctrico que Peter Hook hizo para la canción fue minimalista mientras que Stephen Morris tocó un ritmo metódico, casi mecánico, en la batería. Bernard Sumner por su parte, realizó unos deslizantes riffs de guitarra eléctrica a lo largo de la canción de manera cortante. 
En directo, la banda tenía diferentes maneras de interpretarla: más lenta, más rápida; la mayoría de las veces la tocaban de manera mucho más agresiva que la versión original del disco.
El productor Martin Hannett experimentó con el tema hasta conferirle un aspecto enigmático y casi futurista. Para grabar las secciones de percusión, Hannett tuvo que instalar la batería en el tejado debido a un acople en el estudio.

## Recepción
La canción fue número 1 en las listas independientes inglesas, así como en las listas neozelandesas. Críticos de la época como Jon Savage, elogiaron el tema. Savage publicó en la revista Melody Maker que la canción era una de las dos mejores del disco, y en relación con ésta dijo que era un cruce entre Gary Glitter y la Velvet Underground.

## Legado
«She's lost control» ha sido versionada por infinidad de grupos musicales, entre otros, por los propios New Order, exintegrantes de Joy Division, The Raveonettes o Shakespears Sister.
Anton Corbijn, realizador del biopic de Ian Curtis en 2007, usó parcialmente su título para titular la película Control.